# Spjutgölen, Östergötland
Spjutgölen är en sjö i Kinda kommun i Östergötland och ingår i Botorpsströmmens huvudavrinningsområde.